# 巴西国家图书馆

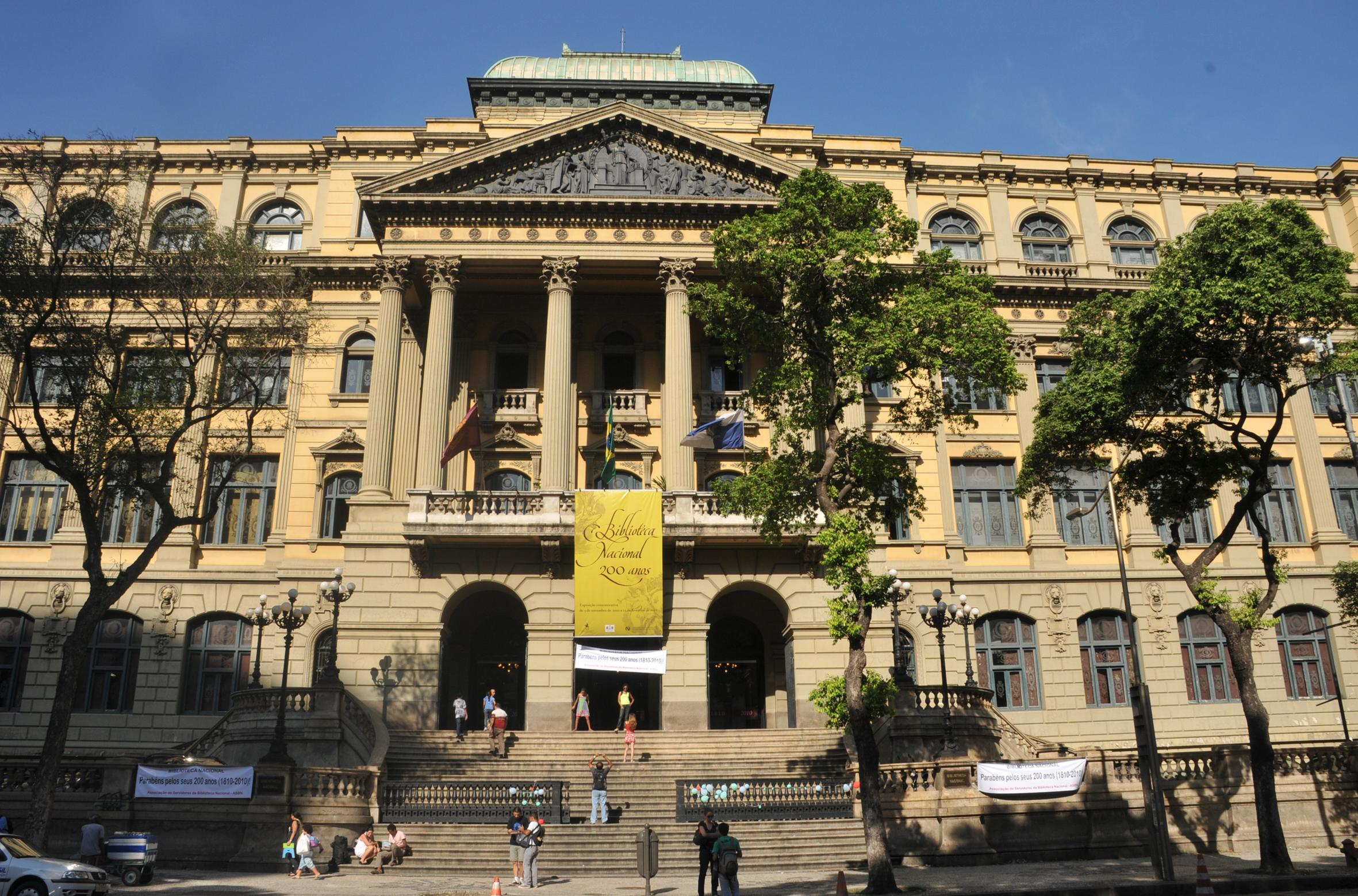
巴西国家图书馆

巴西国家图书馆（葡萄牙語：Biblioteca Nacional do Brasil）收藏书目与巴西的文献遗产，坐落于里约热内卢的西尼兰地亚广场。
巴西国家图书馆是美洲最大的图书馆之一，收藏超过9百万件。

## 法律押金制度
在1907年，总统的1825号命令规定所有出版商都有责任送一份出版物的副本到那时的国家图书馆（Bibliotheca Nacional）。2004年，这项命令被国会法10,994号法案重新提起
，仍然有效，坚持同样的命令并更新了规定。
10,994号法案的第一篇文章指明法律押金制度的目的是"确保注册与国家知识产权的保管，允许控制，发展和传播目前的巴西书目，并捍卫和维护国家的语言和文化。"